# توتنهام
توتنهام هوتسبر هي منطقة في المنطقة الإدارية (Borough) لـ «هارينجي» بلندن، انكلترا، ويقع 6.6 كيلومتر (10.6 كلم) في الشمال الشرقي تشارينغ كروس. ويعد النادي اللندني احد أشهر انديه لندن بل وإنجلترا وكان يلعب بطريقه لعب الراحل رينوس متشيلز ما قبل الكره الشامله واللعب الحديث وهي في الأساس تعتمد علي البول كاونتر وتسمي بطريقه رينوس براما او برمنت اتنا وهي كما ذكر المدرب الراحل رينوس متشيلز تعتمد على الهجمه المرتده مع الكره الطويله او كما تسمى العابره للقارات اما بالنسبه لتوتنهام فيعد ارسنال هو منافسه الازلي بالاضافه إلى تشيلسي وهذه بعض النتائج ف دربي لندن 

## تاريخ
يبلغ عمر توتنهام مدة تزيد على ألف سنة. نمت على طول الطريق الرومانية القديمة.

## أعلام
- لويد هيلدبراند
- ديف كلارك
- سكيبتا
- ريتشارد مارتن
- هنري كاي
- ليزلي فيليبس
- ألفرد إدوارد دورانت
- أديل
- جون موسلي تيرنر
- تومي راندال